# Глебово (Нейский район)
Глебово — деревня в Нейском муниципальном округе Костромской области России.

## География
Деревня находится в центральной части Костромской области, в подзоне южной тайги, к западу от реки Неи, при автодороге 34Н-7, на расстоянии приблизительно 13 километров (по прямой) к юго-западу от города Неи, административного центра округа. Абсолютная высота — 124 метра над уровнем моря.

### Климат
Климат характеризуется как умеренно континентальный, с продолжительной холодной многоснежной зимой и коротким сравнительно тёплым летом. Среднегодовая температура воздуха — 2,6 °C. Средняя температура воздуха самого холодного месяца (января) — −12,7 °C; самого тёплого месяца (июля) — 17,9 °C. Продолжительность периода активной вегетации растений (выше 10 °C) составляет примерно 127 дней. Годовое количество атмосферных осадков — 593 мм, из которых до 470 мм выпадает в вегетационный период.

### Часовой пояс
Деревня Глебово, как и вся Костромская область, находится в часовой зоне МСК (московское время). Смещение применяемого времени относительно UTC составляет +3:00.

## Население
| 2008 | 2010 | 2014 |
| ---- | ---- | ---- |
| 6    | →6   | ↘4   |

### Национальный состав
Согласно результатам переписи 2002 года, в национальной структуре населения русские составляли 100 % из 7 чел.